# Тайн и Уиър
Тайн и Уиър (на английски: Tyne and Wear, (ˌtaɪn ən ˈwɪər) е административно метрополно и церемониално графство в регион Североизточна Англия около устията на реките Тайн и Уиър. Създадено е през 1974 г., след приемането на Закона за местно управление от 1972 г. Състои се от пет метрополни общини (metropolitan boroughs): Саут Тайнсайд, Норт Тайнсайд, гр. Нюкасъл ъпон Тайн, Гейтсхед, гр. Съндърланд.
На изток Тайн и Уиър има излаз на Северно море, а като церемониално графство граничи с Нортъмбърланд на север и Дърам на юг, от които Тайн и Уиър е съставлявало част в миналото. През 1986 г. Административният съвет на ниво графство на Тайн и Уиър е разпуснат и сега петте му окръга са унитарни администрации (т.е. с една степен на управление). Графството обаче все още съществува по закон и като географско понятие.

## Местно управление
Въпреки че административният съвет на ниво графство е разпуснат през 1986 г., съществуват няколко общи организации, които ръководят някои служби, обслужващи цялото графство. Най-значима от тях е Транспортната администрация на Тайн и Уиър, която координира транспорта. Чрез своята агенция за управление на транспорта Nexus тя притежава и управлява Метрото на Тайн и Уиър, фериботната връзка на Шийлдс и тунела Тайн, свързващ двете страни на реката. Nexus също субсидира социално необходимите транспортни услуги (вкл. такситата) и управлява системата за отстъпки и намаления за възрастни и инвалиди.
Други общи организации са Музеите и Архивите на Тайн и Уиър и Противопожарните и спасителни служби на Тайн и Уиър. Те се управляват от представители и на петте съставни окръжни съвета. Нортъмбрийската полиция е създадена през 1974 г. и обслужва и двете графства Нортъмбърланд и Тайн и Уиър.

## Идентичност
Метрополното графство пресича историческата граница между Нортъмбърланд и Дърам – р. Тайн. Нюкасъл ъпон Тайн и Норт Тайнсайд са северно от нея (някога част от Нортъмбърланд), а Гейтсхед, Съндърленд и Саут Тайнсайд са южно от нея (някога част от Дърам). Много спортни организации и някои организации за опазване на биологичното разнообразие спазват историческата граница между Нортъмбърланд и Дърам. Футболната асоциация на Нортъмбърленд например е базирана в Нюкасъл ъпон Тайн. Някои жители също предпочитат историческите графства, когато говорят за места в Тайн и Уиър. Други се наричат Тайнсайдърс или Джордис, без значение от коя страна на реката живеят. Въпреки силното местно съперничество, силни връзки свързват Нюкасъл и Гейтсхед, както и многото мостове, които свързват двете общности. Един пример е общата кандидатура (неуспешна) за Европейска столица на културата през 2008 г.

## Политика
Графството е разделено на 13 парламентарни избирателни района. На изборите от 2010 г. Лейбъристката партия печели всички 13 места в Камарата на общините. Районът исторически е крепост на Лейбъристката партия. Саут Шийлдс например е единственият парламентарен избирателен район, който не е избирал консервативен член на парламента от Закона за реформа от 1832 г.
На местно ниво Саут Тайнсайд, Гейтсхед и Съндърленд се контролират от Лейбъристката партия през 2010 г., Нюкасъл от Либералните демократи, а в Норт Тайнсайд консерваторите имат относително мнозинство с 28 от 60 места. Норт Тайнсайд е единственият окръг с пряко избиран кмет, който понастоящем е от Консервативната партия.

## Селища
| Община/град                             | Населено място | Власт                                                                                  |
| --------------------------------------- | --- | -------------------------------------------------------------------------------------- |
| Гейтсхед (Gateshead)                    | Лоу Фел (Low Fell) Блейдън (Blaydon) Гейтсхед (Gateshead) Роуландс Гил (Rowlands Gill) Ритън (Ryton) Уикам (Whickham) | Окръжен съвет на Гейтсхед                                                              |
| Нюкасъл ъпон Тайн (Newcastle upon Tyne) | Байкър (Byker) Госфърт (Gosforth) Норт Кентън (North Kenton) Блейклоо (Blakelaw) Фенъм (Fenham) Елсуик (Elswick) Нюбърн (Newburn) Уолботъл (Walbottle) Уестръхоуп (Westerhope) Джезмънд (Jesmond) Бентън (Benton) Форест Хол (Forest Hall) Уест Мур (West Moor) Хийтън (Heaton) Нюкасъл ъпон Тайн (Newcastle upon Tyne) Трокли (Throckley) Уокър (Walker)                                                                                             | Градски съвет на Нюкасъл ъпон Тайн Архив на оригинала от 2011-02-08 в Wayback Machine. |
| Норт Тайнсайд (North Tyneside)          | Бекуърт (Backworth Кълъркоутс (Cullercoats) Иърсдън (Earsdon) Килинуърт (Killingworth) Лонгбентън (Longbenton) Монксийтън (Monkseaton) Норт Шийлдс (North Shields) Тайнмут (Tynemouth) Уолсенд (Wallsend) Уитли Бей (Whitley Bay) Уайдоупън (Wideopen) | Окръжен съвет на Норт Сайд Архив на оригинала от 2020-09-23 в Wayback Machine.         |
| Саут Тайнсайд (South Tyneside)          | Болдън (Boldon) Клийдън (Cleadon) Хебърн (Hebburn) Джароу (Jarrow) Саут Шийлдс (South Shields) Уитбърн (Whitburn) | Окръжен съвет на Саут Тайнсайд                                                         |
| Съндърланд (Sunderland)                 | Касълтаун (Castletown) Фулуел (Fulwell) Хендън (Hendon) Херингтън (Herrington) Хетън ле Хоул (Hetton-le-Hole) Хаутън ле Сприн (Houghton-le-Spring) Нюботъл (Newbottle) Пеншоо (Penshaw) Рейнтън (Rainton) Райхоуп (Ryhope) Сийбърн (Seaburn) Силксуърт (Silksworth) Шайни Роу (Shiney Row) Саут Хилтън (South Hylton) Саутуик (Southwick) Спрингуел Вилидж (Springwell Village) Съндърланд (Sunderland) Уошигтън (Washington) Уордън Лоо (Warden Law) | Градски съвет на Съндърланд                                                            |